# New American Movement
New American Movement var en socialistisk och feministisk politisk organisation som grundades 1971 i USA. Den existerade som egen organisation fram till 1983, då den slogs samman med Michael Harringtons Democratic Socialist Organizing Committee och blev en del av den då nya organisationen Democratic Socialists of America.